# Puchar Narodów Afryki 2019 (kwalifikacje)/Grupa H
W grupie H eliminacji Pucharu Narodów Afryki 2019 grają:
- Wybrzeże Kości Słoniowej
- Gwinea
- Republika Środkowoafrykańska
- Rwanda

## Tabela
| Msc. | Zespół                       | M | W | R | P | Br+ | Br- | +/- | Pkt |
| ---- | ---------------------------- | - | - | - | - | --- | --- | --- | --- |
| 1    | Gwinea (A)                   | 6 | 3 | 3 | 0 | 8   | 4   | +4  | 12  |
| 2    | Wybrzeże Kości Słoniowej (A) | 6 | 3 | 2 | 1 | 12  | 5   | +7  | 11  |
| 3    | Republika Środkowoafrykańska | 6 | 1 | 3 | 2 | 4   | 8   | -4  | 6   |
| 4    | Rwanda                       | 6 | 0 | 2 | 4 | 5   | 12  | -7  | 2   |

|                              | Gwinea | Republika Środkowoafrykańska | Rwanda | Wybrzeże Kości Słoniowej |
| ---------------------------- | ------ | ---------------------------- | ------ | ------------------------ |
| Gwinea                       | X      | 1:0                          | 2:0    | 1:1                      |
| Republika Środkowoafrykańska | 0:0    | X                            | 2:1    | 0:0                      |
| Rwanda                       | 1:1    | 2:2                          | X      | 1:2                      |
| Wybrzeże Kości Słoniowej     | 2:3    | 4:0                          | 3:0    | X                        |

## Wyniki

### Kolejka 1
| 10 czerwca 2017 20:00 CET | Wybrzeże Kości Słoniowej · Doumbia 14', 61' | 2:3(1:1)Raport | Gwinea · Diallo 32' · Kamano 65' · Keïta 79' | Stade Bouaké, Bouaké Sędzia: Hélder Martins de Carvalho |
|                           |                                             |                |                                              |                                                         |

| 11 czerwca 2017 16:00 CET | Republika Środkowoafrykańska · Gourrier 48' · Kéïta 90+3' | 2:1(0:0)Raport | Rwanda · Sugira 90+1' | Barthélemy Boganda Stadium, Bangi Sędzia: Antoine Effa |
|                           |                                                           |                |                       |                                                        |

### Kolejka 2
| 9 września 2018 15:30 CET | Rwanda · Kagere 65' | 1:2(0:1)Raport | Wybrzeże Kości Słoniowej · Kodija 45+2' · Gradel 49' | Stade Régional Nyamirambo, Kigali Sędzia: Jackson Pavaza |
|                           |                     |                |                                                      |                                                          |

| 9 września 2018 18:30 CET | Gwinea · Soumah 65' | 1:0(0:0)Raport | Republika Środkowoafrykańska | Stade du 28 Septembre, Konakry Sędzia: Mustapha Ghorbal |
|                           |                     |                |                              |                                                         |

### Kolejka 3
| 12 października 2018 18:30 CET | Gwinea · Kamano 37' (k.) · Cissé 72' | 2:0(1:0)Raport | Rwanda | Stade du 28 Septembre, Konakry Sędzia: El Fadil Mohamed |
|                                |                                      |                |        |                                                         |

| 12 października 2018 19:00 CET | Wybrzeże Kości Słoniowej · Kodjia 26' · Bailly 52' · Doukouré 58' · Cornet 75' | 4:0(1:0)Raport | Republika Środkowoafrykańska | Stade Bouaké, Bouaké Sędzia: Alex Muhabi |
|                                |                                                                                |                |                              |                                          |

### Kolejka 4
| 16 października 2018 15:30 CET | Rwanda · Tuyisenge 78' | 1:1(0:1)Raport | Gwinea · Kanté 32' | Stade Régional Nyamirambo, Kigali Sędzia: Bernard Camille |
|                                |                        |                |                    |                                                           |

| 16 października 2018 16:00 CET | Republika Środkowoafrykańska | 0:0(0:0)Raport | Wybrzeże Kości Słoniowej | Barthélemy Boganda Stadium, Bangi Sędzia: Janny Sikazwe |
|                                |                              |                |                          |                                                         |

### Kolejka 5
| 18 listopada 2018 14:30 CET | Rwanda · Tuyisenge 10', 45' | 2:2(2:2)Raport | Republika Środkowoafrykańska · Habibou 27' · Kondogbia 90+5' | Stade Huye, Butare Sędzia: Boubou Traore |
|                             |                             |                |                                                              |                                          |

| 18 listopada 2018 18:00 CET | Gwinea · Yattara 11' | 1:1(1:1)Raport | Wybrzeże Kości Słoniowej · Seri 21' | Stade du 28 Septembre, Konakry Sędzia: Rédouane Jiyed |
|                             |                      |                |                                     |                                                       |

### Kolejka 6
| 23 marca 2019 18:00 CET | Wybrzeże Kości Słoniowej · Pépé 7' · Bailly 67' · Cornet 72' | 3:0(1:0)Raport | Rwanda | Stade Félix Houphouët-Boigny, Abidżan Sędzia: Tsegay Mogos Teklu |
|                         |                                                              |                |        |                                                                  |

| 24 marca 2019 15:00 CET | Republika Środkowoafrykańska | 0:0(0:0)Raport | Gwinea | Barthélemy Boganda Stadium, Bangi Sędzia: Juste Ephrem Zio |
|                         |                              |                |        |                                                            |

## Strzelcy
3 gole
- Jacques Tuyisenge

2 gole
- François Kamano
- Seydou Doumbia
- Jonathan Kodjia
- Eric Bailly
- Maxwel Cornet

1 gol
- Ibrahima Cissé
- Sadio Diallo
- José Kanté
- Naby Keïta
- Seydouba Soumah
- Mohamed Yattara
- Junior Gourrier
- Habib Habibou
- Salif Kéïta
- Geoffrey Kondogbia
- Meddie Kagere
- Ernest Sugira
- Cheick Doukouré
- Max Gradel
- Nicolas Pépé
- Jean Seri